# Kleines Hasenmaul
Das Kleine Hasenmaul (Noctilio albiventris) ist eine Fledermausart aus der Familie der  Hasenmäuler, welche in Zentral- und Südamerika beheimatet ist.

## Beschreibung
Das Kleine Hasenmaul ist wie der Name besagt die kleinere der beiden Arten der Hasenmäuler. Die Kopf-Rumpf-Länge beträgt 65–68 mm, die Schwanzlänge 13–16 mm, der Unterarm ist kürzer als 70 mm und die Flügelspannweite beträgt 285–380 mm. Charakteristisch sind die ausgeprägt hängenden Wangen, welche der Fledermaus ein Bulldoggen-ähnliches Aussehen verleiht. Die Wangen bilden im Maul durch den ausgeweiteten Backenmuskel (Musculus buccinator) eine Art Tasche, welche auch beim Großen Hasenmaul (Noctilio leporinus) vorhanden ist. Die Ohren sind schmal und spitz zulaufend, der Tragus besitzt fingerartige Auswüchse. Die Füße sind groß und robust, jedoch nicht so extrem vergrößert wie die des Großen Hasenmauls. Der Calcar ist lang und knochenartig. Das Fell ist extrem kurz, wobei die Farbe zwischen den Individuen und innerhalb des Verbreitungsgebiets variiert. Die Tiere sind rötlich-hellbraun bis dunkelbraun, mit einer gelblich-braunen bis weißlichen Unterseite. Im Gegensatz zum Großen Hasenmaul ist der helle Streifen auf dem Rücken weniger ausgeprägt und fehlt gar bei vielen Tieren.

## Lebensweise
Das Kleine Hasenmaul ist wie die meisten anderen Fledermäuse nachtaktiv. Trotz der ähnlichen Morphologie ernährt es sich im Gegensatz zum fischfangenden Großen Hasenmaul hauptsächlich von Insekten. Die langen Füße und die ausgeprägte Schwanzflughaut dienen dem Kleinen Hasenmaul als eine Art Netz, mit dem es Insekten von der Wasseroberfläche aufsammelt. Dabei können Schwimmkäfer (Dytiscidae) bis zu 22 % der Nahrung ausmachen. Gelegentlich werden auch Überreste von Fischen im Kot dieser Art gefunden. Man geht davon aus, dass sich die fischfressende Lebensart des Großen Hasenmauls aus der Jagd nach Insekten auf der Wasseroberfläche entwickelt hat. Tatsächlich zeigen molekulare Analysen, dass sich das Große Hasenmaul vor etwa 0,28–0,7 Millionen Jahren aus einer Art entwickelte, die dem Kleinen Hasenmaul ähnlich sah.
Das Kleine Hasenmaul ist vor allem in der ersten Stunde nach Sonnenuntergang und eine Stunde nach Mitternacht aktiv und überlappt dadurch zeitlich kaum mit der Hauptaktivitätszeit des Großen Hasenmauls. Im Fliegen stoßen die Tiere bis zu 200 Echoortungsrufe pro Sekunde im Bereich zwischen 70 und 40 kHz aus, welche für das menschliche Ohr nicht hörbar sind. Dabei erreichen die Rufe eine Lautstärke von über 137 dB, was in etwa der eines Düsenflugzeugs in 100 m Entfernung entspricht. Kleine Hasenmäuler jagen oft in Gruppen und können dabei auch Informationen nutzen, die sie durch die Echoortungsrufe ihrer Artgenossen gewinnen. Da zur Beute der Kleinen Hasenmäuler oft schwärmende Insekten gehören, verspricht der Beuteerfolg eines anderen Individuums, dass an der Stelle noch mehr Insekten zu finden sind. Experimente zeigen, dass die Rufe, die ein Tier ausstößt kurz bevor es eine Beute fängt, tatsächlich andere Fledermäuse anlocken. Echoortungsrufe beinhalten zudem wahrscheinlich eine individuelle Signatur, anhand dessen sich die Tiere gegenseitig erkennen können.
Tagsüber hängt das Kleine Hasenmaul in Gruppen in hohlen Bäumen und Gebäuden. Über das Sozialverhalten ist wenig bekannt.

## Fortpflanzung
Die Paarung des Kleinen Hasenmauls findet im November und Dezember statt. Die Eizelle wird im Eileiter befruchtet, wo sich die Blastozyste vor der Implantation (Nidation) in der Gebärmutterschleimhaut (Endometrium) weiter entwickelt. Von April bis Mai gebären die Weibchen jeweils ein einziges Jungtier. Die Neugeborenen sind haarlos, kommen jedoch mit geöffneten Augen zur Welt. Die Füße sind bereits so groß wie die ausgewachsener Tiere. Nach 14 bis 23 Tagen zeigt sich eine erste Behaarung und nach 33 bis 36 Tagen ist das Fell voll entwickelt. Im Alter von 31 bis 34 Tagen starten die Jungen erste Flugversuche und sind mit 35 bis 44 Tagen flugfähig. Die Jungtiere werden maximal 90 Tage von ihrer Mutter gesäugt und erreichen die volle Größe mit 61 bis 91 Tagen.
Die Männchen besitzen Hautlappen rund um das Skrotum, welche fingerartig ausgestülpt werden können und während der Paarungszeit einen knoblauchartigen Geruch verströmen, der wahrscheinlich eine Rolle bei der Balz spielt.

## Verbreitung und Lebensraum
Das Kleine Hasenmaul kommt vom Süden Mexikos bis zum Norden Argentiniens vor. Die Art wird von der IUCN als  (=least concern – nicht gefährdet) eingestuft.